# Hiroto Kyoguchi
Hiroto Kyōguchi (京口 紘人, Kyōguchi Hiroto) est un boxeur japonais né le 27 novembre 1993 à Izumi.

## Carrière
Passé professionnel en 2016, il devient champion d'Asie OPBF des poids pailles le 28 février 2017 puis champion du monde IBF de la catégorie le  23 juillet 2017 à Tokyo après sa victoire aux points face à Jose Argumedo. Kyōguchi conserve son titre en battant le 31 décembre 2017 Carlos Buitrago par arrêt de l'arbitre au 8e round puis Vince Paras aux points le 20 mai 2018 avant de le laisser vacant le 23 juillet suivant boxer dans la catégorie de poids supérieure. 
Le 31 décembre 2018, il s'empare de la ceinture de champion du monde des poids mi-mouches WBA détenue par le sud-africain Hekkie Budler qu'il bat par arrêt de l'arbitre au 11e round puis s'impose aux points le 19 juin 2019 face à Sarawut Thawornkham et le 1er octobre suivant face à Tetsuya Hisada.
Kyōguchi conserve son invincibilité en battant par arrêt de l’arbitre au 5e round Axel Aragon Vega le 13 mars 2021 et au 8e round Esteban Bermudez le 10 juin 2022. Il est en revanche battu par Kenshiro Teraji, champion WBC de la catégorie, le 1er novembre suivant.